# 朱慈炤 (明永王)
朱慈炤（1632年—？），崇禎帝朱由檢第四子、母恭淑端惠靜懷皇貴妃田氏。
崇禎十五年（1642年）三月封為永王。崇禎十七年（1644年），甲申之變，李自成攻入北京，不知所終，南明年間追封為永悼王。